# Wuhan Sports Center Stadium
Wuhan Sports Center Stadium (förenklad kinesiska: 武汉体育中心体育场) eller Zhuankou Stadium (förenklad kinesiska:  沌口体育场)) är en multiarena i Wuhan i Kina. Arenan började byggas 1999 och färdigställdes 2002, den har en publikkapacitet på 52 672.
Arenan var en av de 5 spelplatserna under Världsmästerskapet i fotboll för damer 2007 och spelplats för finalen i de Östasiatiska mästerskapet i fotboll 2015. Fotbollsklubben Wuhan Zall FC spelar sina hemmamatcher på arenan.